# Monika Beňová
Monika Beňová (Bratislava, 15 agosto 1968) è una politica slovacca.
Membro del partito di centrosinistra Direzione - Socialdemocrazia, è eurodeputata dal 2004 e questore del Parlamento europeo dal 2019.

## Biografia
Nata a Bratislava nel 1968, nel 1998 è stata tra i fondatori del nuovo partito socialdemocratico Direzione - Socialdemocrazia (Smer-SD) insieme a Robert Fico, al suo futuro marito Fedor Flasik e a Frantisek Határ. È divenuta quindi vicesegretaria del partito con Fico come leader.
Alle elezioni del 2002 viene eletta al consiglio nazionale slovacco, dove presiede la commissione per l'integrazione europea e prende parte alla delegazione interparlamentare mista tra il Parlamento slovacco e quello europeo
Nel 2004 si candida alle elezioni europee e viene eletta eurodeputata. Dopo essersi candidata a sindaco di Bratislava nel 2006 ma aver perso contro Andrej Ďurkovský, viene rieletta al Parlamento europeo nel 2009, quando risulta la candidata con il maggior numero di preferenze in Slovacchia. Nella VII legislatura è vicepresidente della delegazione per le relazioni con Israele e risulta la settima eurodeputata per numero di attività della legislatura (prima tra gli slovacchi). Rieletta nel 2014 e nel 2019, il 4 luglio 2019 è eletta questore del Parlamento europeo con 391 voti entrando quindi nell'ufficio di presidenza del Parlamento presieduto da David Sassoli.
Il 18 marzo 2014 una sua dichiarazione in difesa della legittimità del referendum in Crimea e critica sulla decisione dell'Unione europea e del governo slovacco di non riconoscerne il risultato è stata oggetto di controversie. Il suo stesso partito Smer-SD prese le distanze dalle sue dichiarazioni bollandole come "opinioni personali" e molti esponenti dei partiti di opposizione la criticarono pesantemente accusandola di essere una "vergogna per l'immagine della Slovacchia" e di danneggiare gli interessi nazionali oltre a chiedere il suo ritiro dalle imminenti elezioni europee.